# Мой любимый марсианин
«Мой любимый марсианин» (англ. My Favorite Martian) — американская фантастическая комедия 1999 года, основанная на одноименном сериале 60-х, повествующая историю о марсианине, дружелюбно обосновавшемся в доме простого американского обывателя, принося ему бесконечные заботы. Несмотря на современные по тем временам спецэффекты, юмор и богатый актерский состав, провалился в мировом прокате.

## Сюжет
События происходят в городе Санта-Барбара. Работающий на телевидении под началом мистера Чаннинга (Майкл Лернер) Тим О’Хара (Джефф Дэниэлс), будучи под угрозой увольнения в случае провала репортажа, впопыхах отправляется за репортажем с места запуска шаттла Атлантис на базе ВВС в Ванденберге. Сначала всё идёт хорошо, но Тим, увлечённый чтением текста, вдруг обронил фразу в микрофон в адрес корреспондентки Брейс Чаннинг, дочери начальника (Элизабет Хёрли), бравшей в данный момент интервью, а та повторила за ним. После этого скандала Тима тут же уволили с работы, и он поехал по ночной дороге домой. Во время поездки над ним парило что-то похожее на НЛО, перебивающее сигнал радиостанций, благодаря чему было слышно по радио разговор в космолёте. Космолёт совершает вынужденную посадку.
Тим подобрал маленький космолёт, тут-то у него и начались приключения. Познакомившись с марсианином Мартином (Кристофер Ллойд) поближе, Тим решил сделать из него сенсацию, тайком снимая его на камеру. Однако Брейс случайно обнаружила видеозапись с живым марсианином.
Марсианина также преследуют ученые во главе с доктором Колаем.
Помимо этого, возникла новая угроза — космолёт запустил обратный отсчёт до своего взрыва. И друзьям приходится срочно действовать, чтобы устранить все угрозы и вернуть Мартина домой.

## В ролях
- Джефф Дэниэлс — Тим О’Хара
- Кристофер Ллойд — Мартин
- Уоллес Шон — доктор Колай
- Рэй Уолстон — Нинурд / Армитан
- Элизабет Хёрли — Брейс Чаннинг
- Майкл Лернер — мистер Чаннинг
- Ричард Клебер — мистер Бутц
- Дебра Кристофферсон — миссис Бутц
- Дэрил Ханна — Лиззи
- Кристин Эберсоул — миссис Браун